# Història de les armes de foc

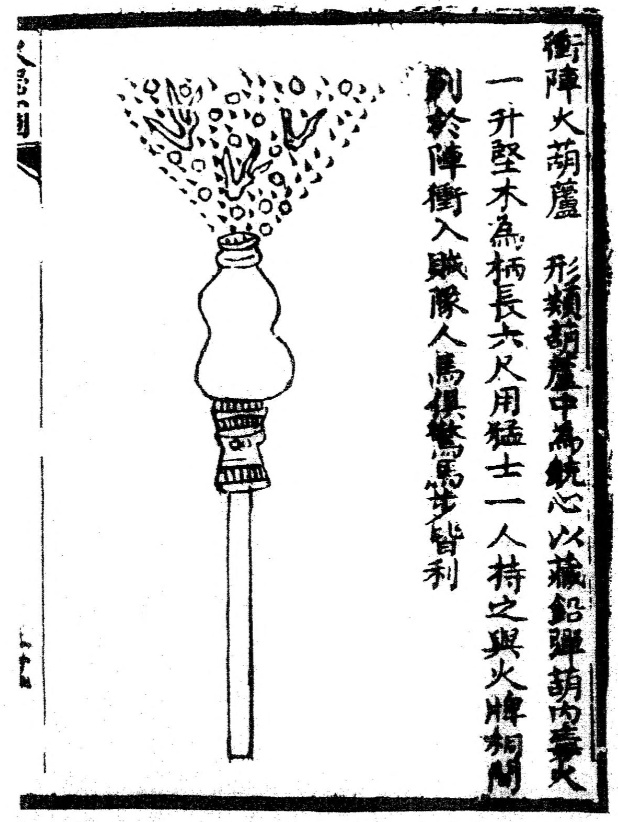
Llança de foc xinesa

La invenció de la pólvora negra, i la seva aplicació a la guerra en la forma d'armes de foc que disparaven projectils, suposaren un canvi radical en els conflictes bèl·lics i en els fets històrics posteriors. Un resum cronològic de fets i dades comprovables, relacionats amb l'evolució de les diverses armes de foc, pot ajudar a l'estudi i comprensió de temes més generals: batalles i guerres, principalment. També pot ser útil per a entendre l'aparició d'oficis especialitzats, basats en les armes de foc. O el desenvolupament de les indústries d'armament.
Des del punt de vista científic, les ferides per arma de foc i la forma de curar-les suposaren una nova branca de la medicina.
La voluntat de millorar la precisió i eficàcia de les armes esmentades fomentaren el progrés de la física, les matemàtiques i la creació de disciplines noves com la balística.
Des del punt de vista tecnològic, la necessitat de fabricar armes cada cop millors (deixant de banda les consideracions humanitàries) permeteren el descobriment de millors materials i sistemes de fabricació més avançats.
- Un exemple positiu de la fabricació d'armes és la fabricació en sèrie de conjunts mecànics amb peces bescanviables. Aquest sistema, universalment emprat des de fa un parell de segles i basat en les toleràncies de fabricació, fou un descobriment de les fàbriques de fusells.[2][3]

## Resum general
Des dels orígens fins a l'actualitat, les armes de foc han evolucionat a partir de petits progressos, accidentals o buscats. Els avenços o etapes més importants són els següents:

### Armes basades en un canó i un projectil
- Descobriment de la pólvora.
- Aplicació de la pólvora en la fabricació de diverses armes.
- Invent dels canons.
  - Hi ha diversos termes associats a les primeres armes de foc: bombarda, ballesta de tro, sarbatana,...
- Invent dels canons manuals.
- Sistema de dispar per metxa independent de l'arma.
- Sistema de dispar per metxa incorporada a l'arma.
- Descobriment, en època molt semblant, del pany de roda i del pany de sílex.
- Perfeccionament de diversos sistemes de pany de sílex.
- Ratllat o estriat helicoidal dels canons.
- Ignició per càpsules fulminants.
- Invenció dels cartutxos
- Invenció del pany de forrellat
- Armes de retrocàrrega
  - 1835. Fusells.
  - 1860. Canons d'artilleria.
- Armes semiautomàtiques.
- Armes automàtiques.

### Coets i derivats

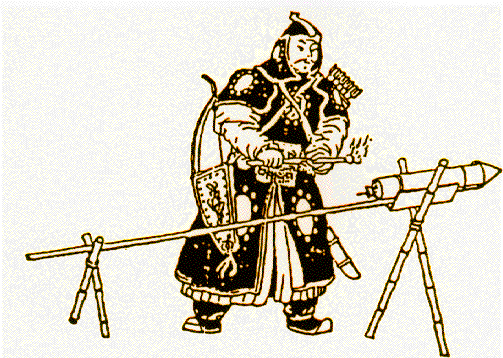
Antic coet xinès

- Coets primitius
- Coets medievals
- Coets metàl·lics
- Coets guiats.

## Inicis de lapólvora

### La pólvora del regne d'Assam
El regne d'Asam (també escrit Assam, Asem, Azam,Acem, Asham, Acham…) fou un antic regne situat al nord de l'actual Siam.
Segons la tradició allí es va inventar la pólvora i aquest coneixement fou transmès als xinesos.

### La pólvora xinesa
- 1044. Primera recepta d'una pólvora semblant a la pólvora negra usada en armes de foc, en un llibre militar xinès.[9]

### La pólvora dels mongols

Bomba mongol, llançada contra les tropes japoneses durant les invasions mongols del Japó del 1281

### La pólvora romana d'Orient
- 1111.[10]

### La pólvora àrab
- c 1190. Pólvora a Síria i Egipte. Segons Hasan al-Rammah (vegeu més avall)
- 1248. Ibn al-Baytar. Anomenava el salnitre = "Neu xinesa" = thalj al-ṣīn (ثلج الصين)
- 1280. Hasan al-Rammah. Savi àrab amb habilitats d'enginyer i químic. Escrigué fórmules de pólvora i emprà les expressions següents:
  - Salnitre = "Neu xinesa" = thalj al-ṣīn (ثلج الصين)
  - Focs artificials = “Flors xineses”
  - Coets = “Fletxes xineses”

### La pólvora a l'Occident
- c 1230. Liber Ignium ad Comburendos Hostes
  - 1551. Julii Caesaris Scaligeri Exotericarum exercitationum liber XV, de subtilitate, ad Hieronymum Cardanum.[11]
  - 1651.[12]
  - 1677,[13]
  - 1804.[14]
  - 1893. Marcellin Berthelot.[15]

Les referències anteriors, quan expliquen fórmules de "foc grec" o de "pólvores explosives", esmenten un llibre català (no identificat) amb fórmules semblants. El text que es repeteix és el següent:
- 1241. Batalla de Legnica.[16]

### Història de la pólvora a Catalunya
Vegeu article indicat.

## Documents (des dels inicis fins al 1500)

### Anys 1200-1350

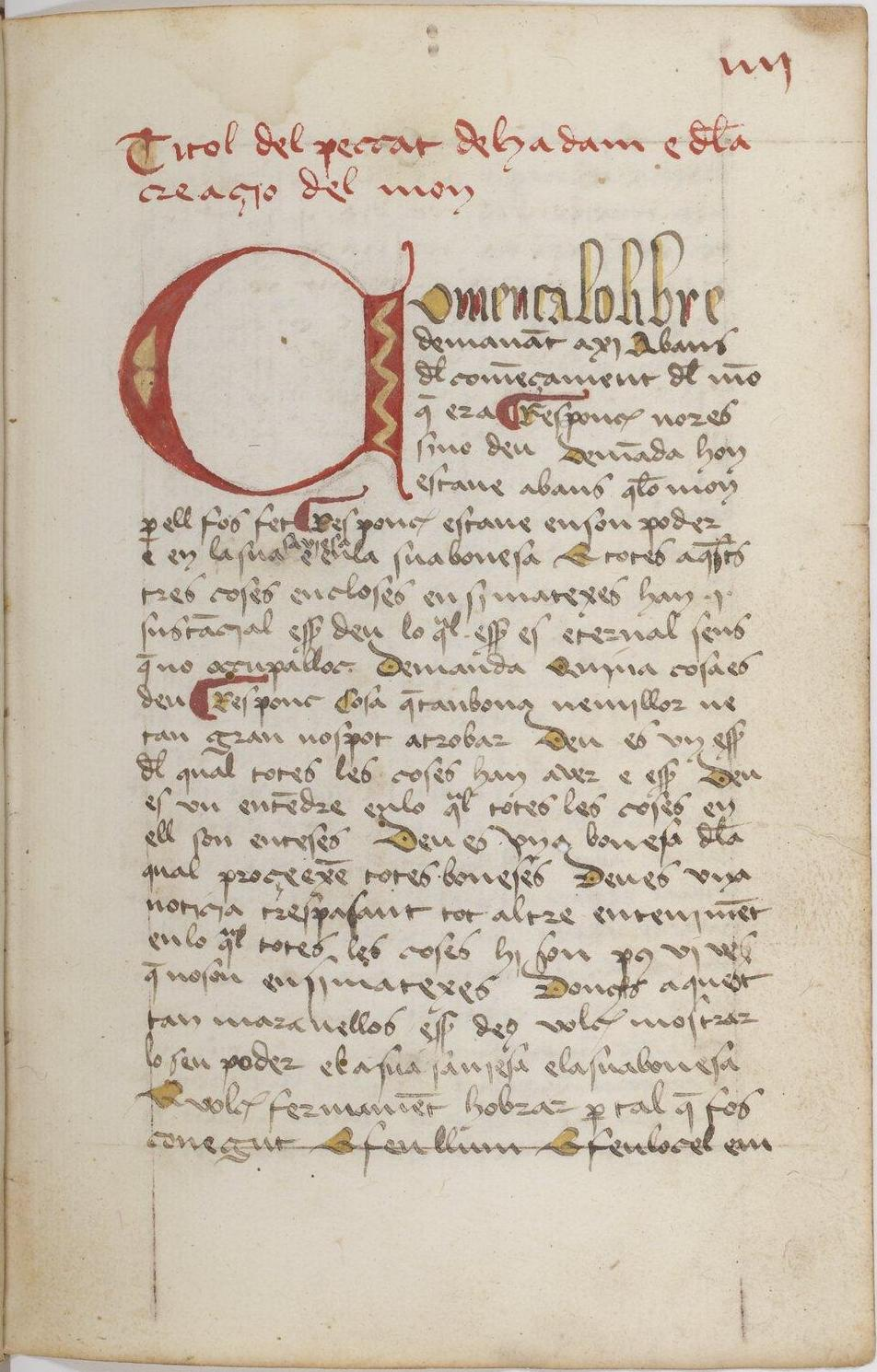
Pàgina d'un dels manuscrits de la Biblia Parva

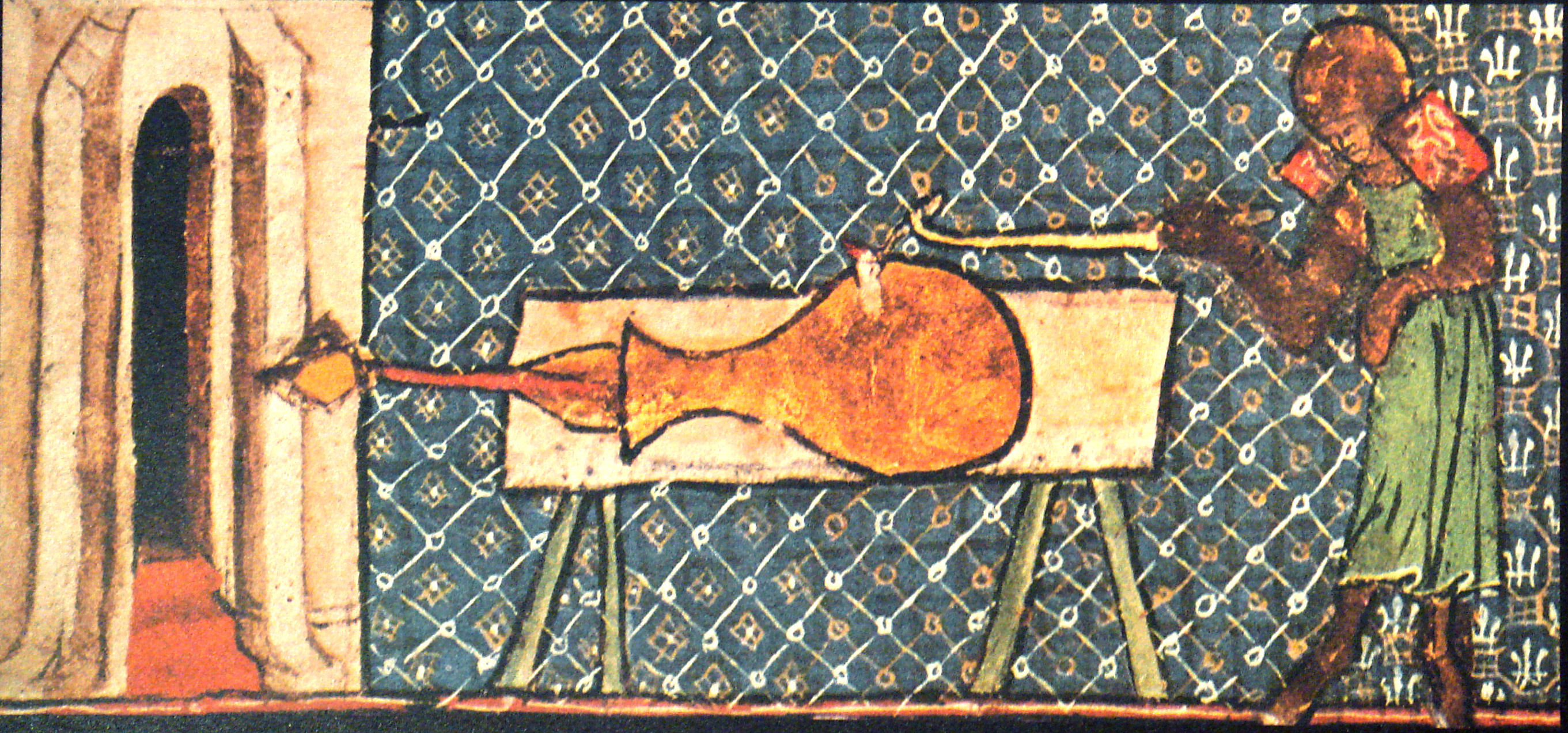
La imatge més antiga que es coneix d'un canó europeu mostra una arma d'aquest tipus.
De Nobilitatibus Sapientii Et Prudentiis Regum, Walter de Milemete (1326).

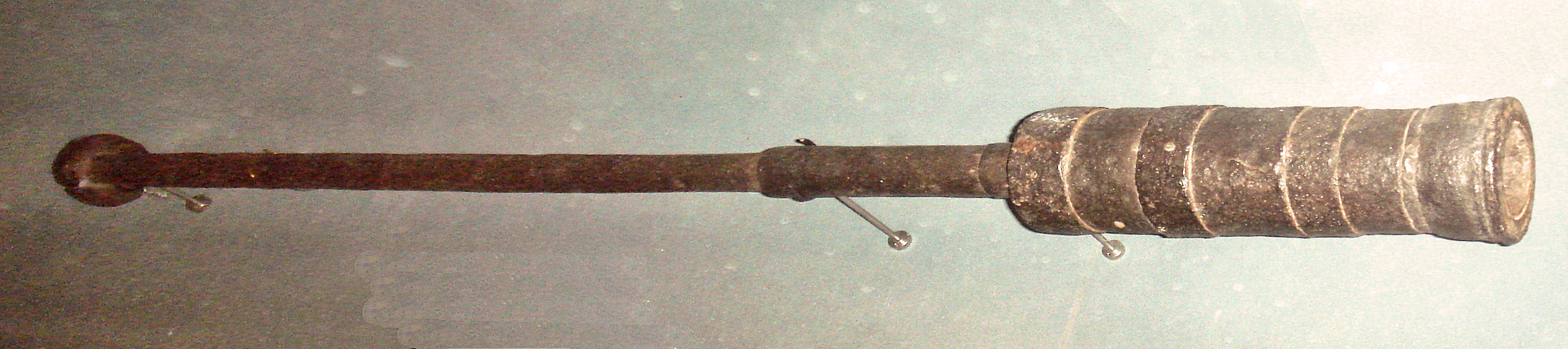
Bombarda de mà, el predecessor de les armes de foc portàtils modernes.

- 1234. Coets de l'exèrcit de Jaume el Conqueridor contra la ciutat de València.[17][18]

| « | “Dizese que la siguiente noche, se hizieron en el Real ciertos instrumentillos de fuego, que vulgarmente llaman cohetes. Los quales dado fuego y echados en alto cahian como rayos, y rebentavan como truenos dentro la ciudad. Dellos echauan tantos del campo, que se dize, que los Moros viendo aquellos como monstruos de fuego, se atemorizavan, y los tuvieron por mal agüero. De aquí quedó en la ciudad, lo que después de tomada ella se ha continuado hasta nuestros tiempos en cada un año, hazer gran fiesta la víspera del glorioso martyr Sant Dionís, con el estruendo de trompetas y atambores y el jugar de cohetes y otros fuegos, tomando ocasión de aquella noche, que apareció la armada de Túnez, y fiesta que en la ciudad, y en el campo de los Christianos se hizo a causa della.» | » |
| — Historia del muy alto e invencible rey don Jaime de Aragón, primero deste nombre, llamado «el Conquistador». 1584. Per Bernardino Gómez Miedes | |   |

- 1300? La Biblia Parva esmenta la ballesta de tro. De fet, la posa com a exemple d'un raonament religiós. Implicant un coneixement popular de la “ballesta de tro”. No té cap sentit basar un raonament en un giny desconegut per part del poble.
- 1300. Abu-Walid / Abu- Abdalla.[19]
  - Abú-Abdallà. Referència a canons.
- 1309. A la Crònica Estense es pot llegir: “Propter magnam multitudinem Muschettarum, quas sagittabant”. En aquest cas “muschettarum” fa referència als projectils de les ballestes.[20]
- 1316. “Los cañones...Son mencionados antes de 1316 por Jorge Stella, autor oficial de una historia de Génova”.[21][22]
  - Giorgio Stella. "Annales genuenses".[23][24][25]
- 1324. Atac del soldà granadí Ismail a Huéscar. Primera cita occidental de la pólvora.[26]
  - Probablement és la data més exacta de la tercera referència.(Vegeu Abú-Walid/ Abú Abdallà).
- 1331. Setge d'Alacant. Segons Zurita, els sarraïns atacaven amb : “grandes pelotas de hierro, que se lanzaban o disparaban con fuego”.[27]
- 1331. Chronicon Estense. Primer esment de “schioppo” a Itàlia.[28][29]
- 1334. Rinaldo d'Este: “...sclopetorum et spingardarum...”.[30]
- 1338. ”Ballesta de tron de ferre”. Girona.[31]
- 1347. Pere III demana que des del Regne de Mallorca se li envien quatre ballestes de tro, pólvora i pilotes.[32]

### Anys 1350-1415
- 1358. “...Item per III ballestes de tro ab XVIII trets o pilotes de plom e de ferre e polvores a ops de tirar...”[33]
- 1359. Nau catalana amb bombardes.[34]
- 1359. Una ballesta de tro a Oriola, cedida per l'Infant.[35]
- 1359. Un argenter fabrica una ballesta de tro a Tarragona.[36]
- 1374. “...abonase a Bernardo Arloví...100 sueldos de Jaca para comprar diez ballestas de trueno y otros 100 para la pólvora necesaria...”.[37][38]
- 1378.”... El mosquete se usaba ya en 1378, y atravesaba las corazas á trescientos pasos, disparando balas de dos onzas...”.[39]
- 1380. Batalla de Chioggia.[40]

### Anys 1415-1500

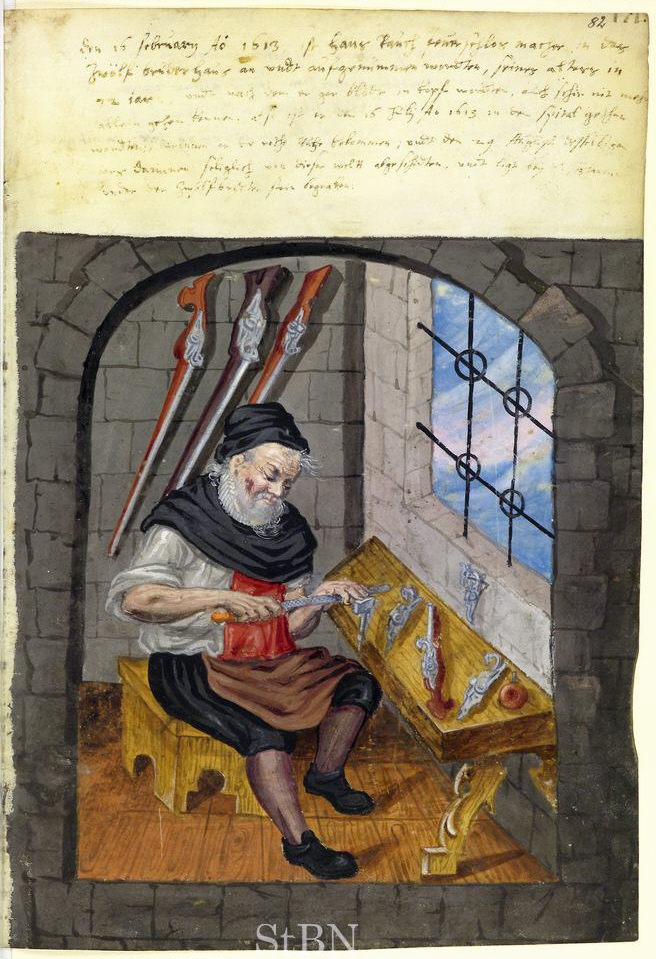
Un armer treballant, 1613

- 1420. Setge de Bonifacio per part de l'estol d'Alfons el Magnànim. Són esmentades les “bombardes manuals”, anomenades “escopetes”, que tiraven bales de plom.[41]
  - Segons la versió de Melcior Miralles, es tractava de 10.000 espingardes, fabricades a Barcelona.[42]

| «                                                                              | “Gli Aragonesi poi dalle gabbie degli alberi e sulle torri dei navigli, senza posa, spesseggiavano con dardi, misti a bombarde metalliche a mano, introdotte in una canna simile a un fucile, chiamata schioppetto, con la quale chi portavala colpiva con una pallottola dì piombo spinta dalla violenza del fuoco”. | » |
| — Istoria di Corsica-De rebus corsicis (en llatí i italià). Per Pietro Cirneo. | |   |

- 1430. Burçó, equivalent a bombarda petita. ”... he comprades a ops de les bombardes petites o burçons qui són en lo dit castell [de Xàtiva]”(ARV, Mestre Racional, 47, f. 325 r.).[43]
- 1431: Escopetes esmentades per Alfons el Magnànim, com a arma coneguda i necessària.[44]

| «                                                                   | indica que el rei Alfons «el Magnànim», «en 24 de mayo de 1431 empenó al Bizconde de Ala [sic: per Illa] la... que, desta hora en avant, dins trenta dies, tingueu bones y a punt llurs armas, so es, ballestes o escopetes, y assó en pena...” | » |
| — Els castells catalans - Volum 5 - Pàgina 934; Català i Roca, Pere | |   |

- 1439. Burçons.[45]
- 1492. "Las primeras escopetas se vieron en España en 1492".[46]

## Documents (des del 1500 fins al 1700)
En els primers anys del segle xvi s'inventaren el pany de roda i el pany de martellet (pany de pedrenyal). La seva aplicació als arcabussos, escopetes i pistoles permetia disparar l'arma de foc sense haver-se de preocupar per la metxa, ni pels inconvenients associats. Com, per exemple, mostrar un punt lluminós de nit.

### Anys 1500-1600

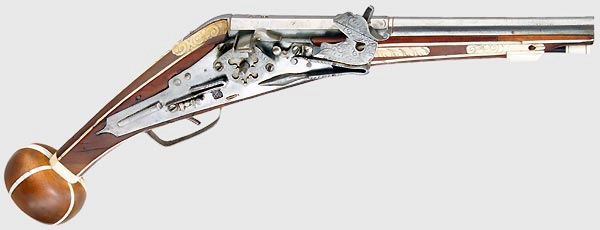
Pistola de roda fabricada a Augsburg, cap el 1580.

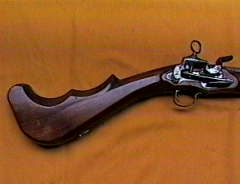
Escopeta amb "pany de miquelet" amb una culata inusual, possiblement per a l'ús de soldats del Presidi de Califòrnia.

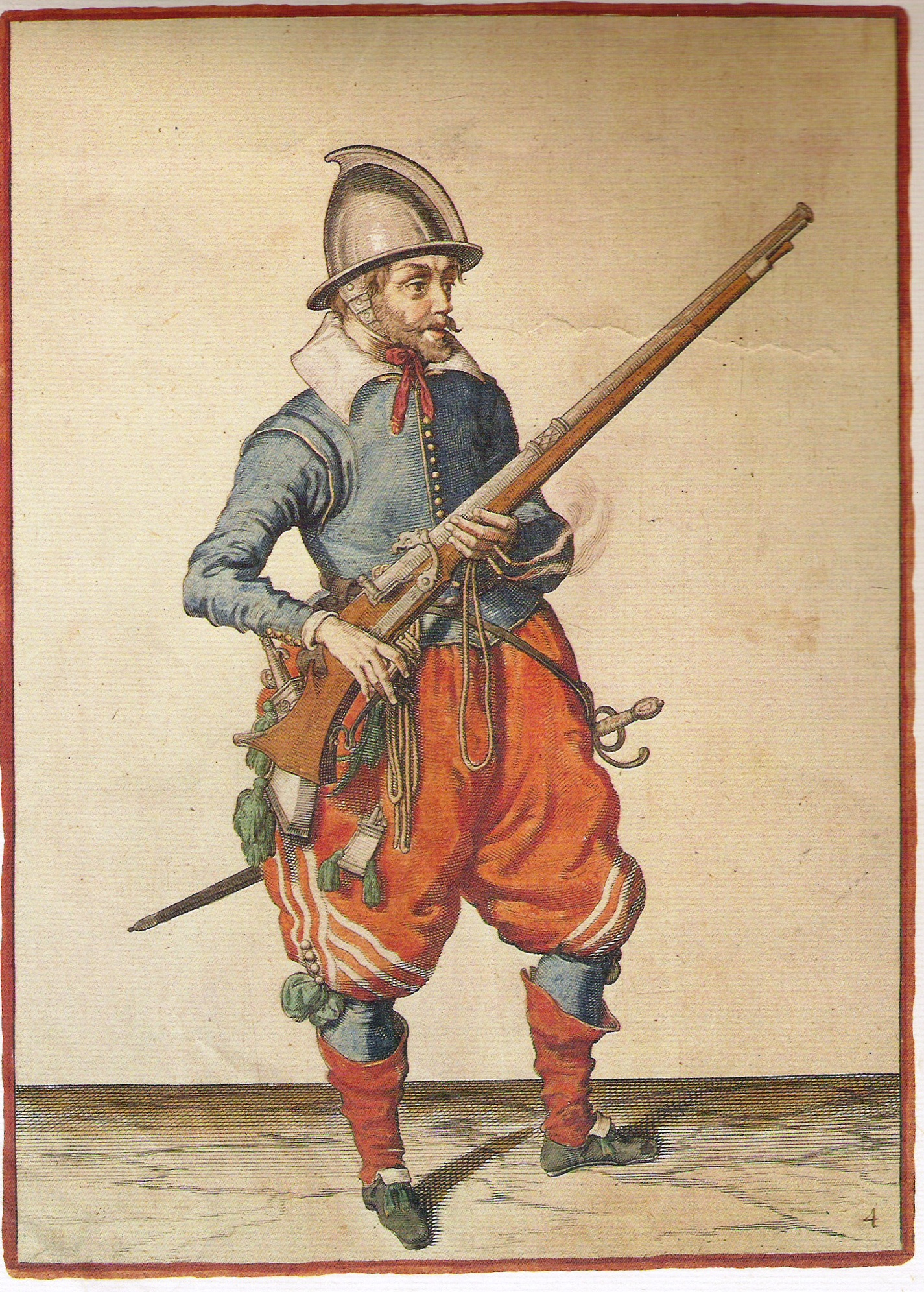
Il·lustració d'un mosqueter del 1608.

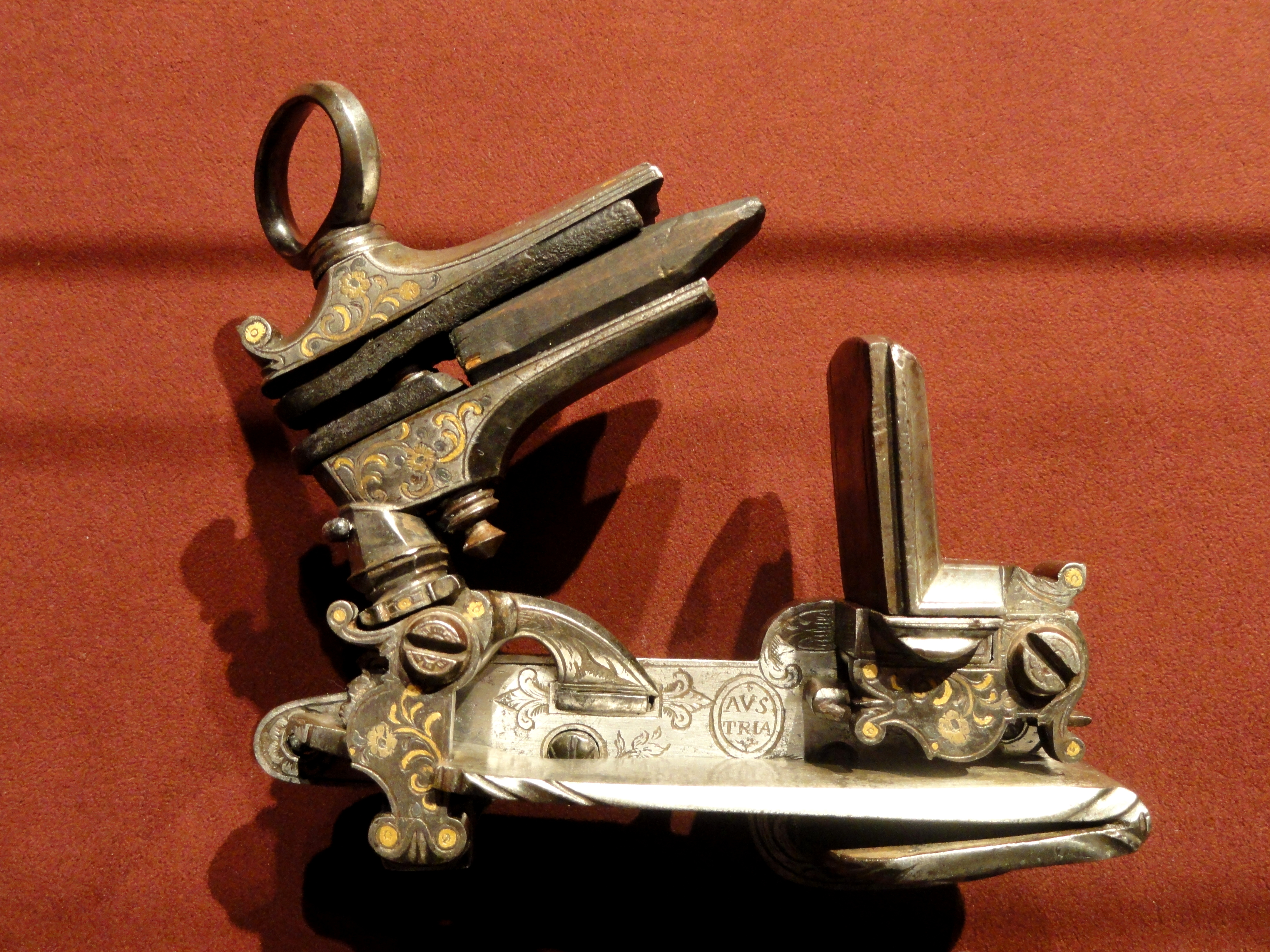
Detalls d'un pany de miquelet, niellat amb or i plata. Finals del 1600.

- 1503. Artilleria de la galera reial de Ferran el Catòlic per a l'expedició de Nàpols de 1506: Una bombarda grossa, 12 bombardes sarbatanes i 12 passavolants.[47]
- 1515. Johann Kiefuss associat a l'invent del pany de roda.[48][49]
- 1521. Orlandi esmenta que Filippo Beroaldo, il Giovane, va introduir els arcabussos de roda a Itàlia.[50]
- 1524. Batalla de Pavia. Mosquets. (Amb pany de roda?).[51]
- 1525. Carta de la Diputació d'Aragó a Carles V “...en la que se indicaba los grandes perjuicios que ocasionaría al reino la expulsión ó extrañamiento de los moriscos que sobresalían en la fábrica de escopetas...”.[37]
- 1537. Nicolo Tartaglia. “La Nova Scientia”. Artilleria.[52][53]
- 1543. "...disparasen las escopetas de pedernal...".[54]
  - La cita anterior, d'un llibre del segle xix, tradueix malament una referència de 1565, molt més propera als fets.[55]

| «                                                                  | “…Animosamente saltorno in terra, sparando tutti gli archibugetti à ruota che avevano, onde i Francesi colti alla sprovista, molti di loro furono dalle archibugiate morti e spaventati… “Saltaren a terra amb valor, disparant tots els petits arcabusos de roda que portaven. Amb això, molts dels francesos – agafats desprevinguts- foren morts o posats en fuga…” Terzo Libro, pàgina 126. | » |
| — La historia de fatti di Cesare Maggi da Napoli, per Luca Contile | |   |

- 1544. Referència francesa a les pistoles com una arma nova. Amb pany de roda.[56]

| « | “...furent tués avec des armes d'une nouvelle invention ; c'étoient des pistoles ou pistolets, qui sont, dit notre Historien, de petites arquebuses, qui n'ont environ qu'un pied de canon, & tire lon avec une main,donnant le feu avec le rouet”. | » |
| — Mémoires de Martin et Guillaume Du Bellai-Langei, Volums 6-7, per Martin Du Bellay (seigneur de Langey), Guillaume Du Bellay | |   |

- 1550. Inventari de Ferran d'Aragó, duc de Calàbria: “Una scopeta de Boemia, de pedernal".[57]
- 1555. “Escopeta a so de ballesta desparada ab nou”.[58]
  - L'expressió indica una escopeta que no es dispara amb metxa, sinó de manera semblant a una ballesta. Amb una mena de “nou” (pany de pedrenyal).
- 1559. Edicte de València. ” Ara ojats ques fan a saber de part de la real majestatt, que ningu gose tenir arcabucet ni escopeta xica ni pedrenyal”.[59]
- 1561. Memorial de Joan Copeu, escopeter i arcabusser de Vilareal, de les reparacions dels “arcabusos escopetes” del Consell de Vilareal. És interessant per la terminologia associada a les armes de foc de l'època. Alguns termes són els següents: caixes o caragols, mols (molls, molles?), claus, tornets, galetes, mires, punts, ametes, caixes dels arcabusos, fogons, cobertures de fogons, claus de colp (panys de pedrenyal), claus de guero (?) de arcabusos.[60]
- 1571. Escopeta de rastell del guerrer moro el Tuzaní, a la Rebel·lió de les Alpujarras.[61]

| «                                                      | Una buena espada en un tahalí bien hecho, su escopeta de rastrillo, también muy buena, y que él sabia manejar, porque había estado muchas veces en Valencia y en Játiva, y en otros lugares donde se usan semejantes armas, y en donde compró aquella llave de su escopeta. | » |
| — Guerras civiles de Granada. Per Ginés Pérez de Hita. | |   |

- 1575. Reals crides i edictes relatius a la ciutat i regne de València, per Vespasiano Gonzaga (1575-1578). Amb detalls sobre els panys de roda i de pedrenyal (“de martellet”).[62]

| « | “ no llevarà les nous de dites ballestes e de les escopetes i arcabuços, no apagarà la mecha i si serà de roda sens desarmar-lo de la roda i alçar lo gallet i llevar lo polvorí de l'acevador, i si serà de martellet sens baxar lo gallet i llevar lo polvorí de l'acevador, sien encorreguts si seràn persones honrrades ipso facto, en pena de perdició de dites armes i de vint-i-cinch liures applicadores: lo terç a l'acusador o prenedor, encara que sia official, e les dos parts als cofrens de Sa Magestat; e si seràn plebeyes en pena de perdre les dites armes i de deu liures aplicadores ut supra.”. | » |
| — Reals crides i edictes relatius a la ciutat i regne de València, per Vespasiano Gonzaga (1575-1578). | |   |

- 1582. Armes del sometent de la Bisbal d'Empordà.[63]
- 1583. "De curandis vulneribus sclopetorum tractatus singulares Alphonsi Ferrij Ioh Francisci Rotae Leonardi Botalli Additus est eiusdem Alphonsi Ferrij libellus De callo siue caruncula quae ceruici vesicae innascitur".[64]

- 1586. “Constitutions fetes per la Sacra Catholica Real Magestat del Rey Don Phelip”. Prohibicions sobre pedrenyals.[65]
- 1586. Pólvora en cartuxos de paper.[66]
- 1586. Luís Collado. Tractat d'artilleria en italià: “Prattica manuale dell'artiglieria”[67][68][69]
- 1586. Filippo Pigafetta declara que alguns cavallers aragonesos anaven armats amb llanza (atzagaia) i arcabús. La llança penjada d'una xarpa, en bandolera i l'arcabús a la mà.[70]
- 1588. Referència al pany de “chenapan”.[71]

- 1590. Llibre d'artilleria: “ El perfeto capitan, instruido en la disciplina militar, y nueua ciencia de la artilleria. Por don Diego de Alaba y Viamont”.[72]

- 1591. Concili de Tarragona. Prohibició de les “escopletas” als clergues.[51][73][74]

- 1600. “Depuis vingt ou trente ans, I'on appelle Petrinals de pareils instruménts...Et l'on croit que ceste arme soit invention de bandouiller des monts Pirenees.”. Origines des Chevaliers, Armoiries, et Heraux (etc.). Per Claude Fauchet.[75][76]

### Anys 1600-1700

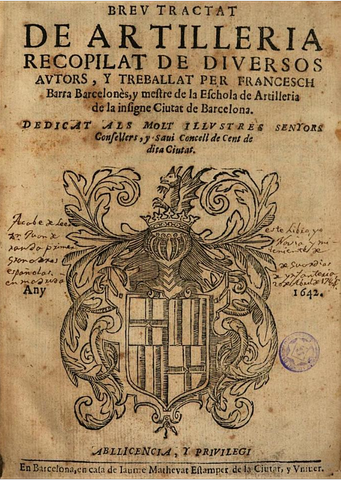
Portada del tractat d'artilleria de Francesc Barra, barceloní.

- 1602. Declaracions en un cas de robatori per lladres de camí d'Arbúcies.
  - Se citen: “...pedrenyals dobles y curts...”
  - ”...tres pedrenyals curts de manco de tres pams...”
  - Un dels robats declarà: “... pensant que eran gent de Arbusias, alsí lo gallet al pedrenyal y me acosti ab ells y ells les hores me prengueren lo pedrenyal... “.

L'acció d'alçar el gallet per a rendir-se indica que el pedrenyal era de roda.
Referència: VIDA QUOTIDIANA I CONFLICTES A OSONA DURANT LA PRIMERA MEITAT DEL SEGLE XVII: ELS PROCESSOS DE LA VEGUERIA DE VIC. Roser Jaume i Massana / Pablo Gascón Romero.
- 1602. Joseph du Chesne. Joseph Quercetani Sclopetarius sive, de curandis vulneribus, quae sclopetorum ictibus acciderunt,[77]
- 1620. Un armer de nom Koster de Nuremberg, es diu que fou el primer en fer canons de fusells amb estries helicoidals.[78]
- 1642: "Breu tractat d'artilleria" escrit per Francesc Barra.[79]
- 1675. “Gispeliers” francesos, armats amb carrabines inspirades en les de “xispa” catalanes. Sébastien Le Prestre de Vauban insistia que les "gispes" catalanes eren millors que els fusells de l'època.[80][81]
- 1678. Elogi de les “gispes” catalanes.[82]

| «                                                                                          | “... m'envoyerent dire qu'ils voyoient un homme dans le grand chemin de Barcelonne à Gironne, qui avoit la mine d'estre quelque chose, & à qui l'on voyoit une gispe sur l'épaule, qui est une espece de fusil, mais beaucoup meilleur & plus juste.”. …m'enviaren a dir que veien un home al camí ral de Barcelona a Girona, que tenia tota la pinta de ser algú important, i que duia una “xispa” penjada a l'espatlla, que és una mena de fusell, però millor i més precís… | » |
| — Relation de ce qui s'est passe en Catalogne. -Paris, G. Quinet 1678 Per..... de Caissel. | |   |

- 1690. El matemàtic anglès Robert Anderson publica una obra sobre la trajectòria dels projectils. Considerant la resistència aerodinàmica.[83]

## Documents: 1700-1800

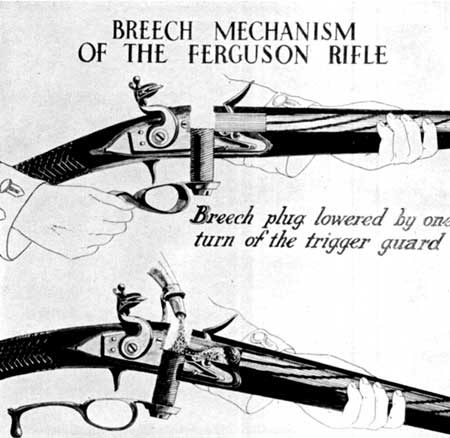
Fusell ratllat Ferguson.

- 1704. El fusell, amb pany de sílex, s'introdueix als exèrcits.[84]
- 1722. “Brown Bess”, nom popular d'un mosquet anglès de canó llis que va estar en servei fins al 1838.[85]
- 1725.Alexander Pope en una nota sobre la seva edició del drama Otel·lo escrigué: “The finest arms in the world, the Catalonian Fusees (els fusells catalans)”.[86]
- 1730. Primers “long rifles” a Pennsylvania. Coneguts amb el nom de “long rifle”, “hog rifle” i, més tard “Kentucky rifle”.[87][88]
- 1775. Patrick Ferguson. Fusell ratllat de retrocàrrega. El primer en funcionar correctament en condicions de combat. Usat en la batalla de Saratoga.[89][90]
- 1780. Tipu Sultan. Batalla de Pollitur. Ús de coets.
- 1787. Escopeta amb “llave a la moda de Madrid”.[91]
- 1789. Definició del terme “escopeta” en un diccionari en portuguès: “Escopeta : Espingarda usada dos miqueletes atiradores mui certeiros, das montanhas de Catalunha”.[92]

## Documents: 1800-1914

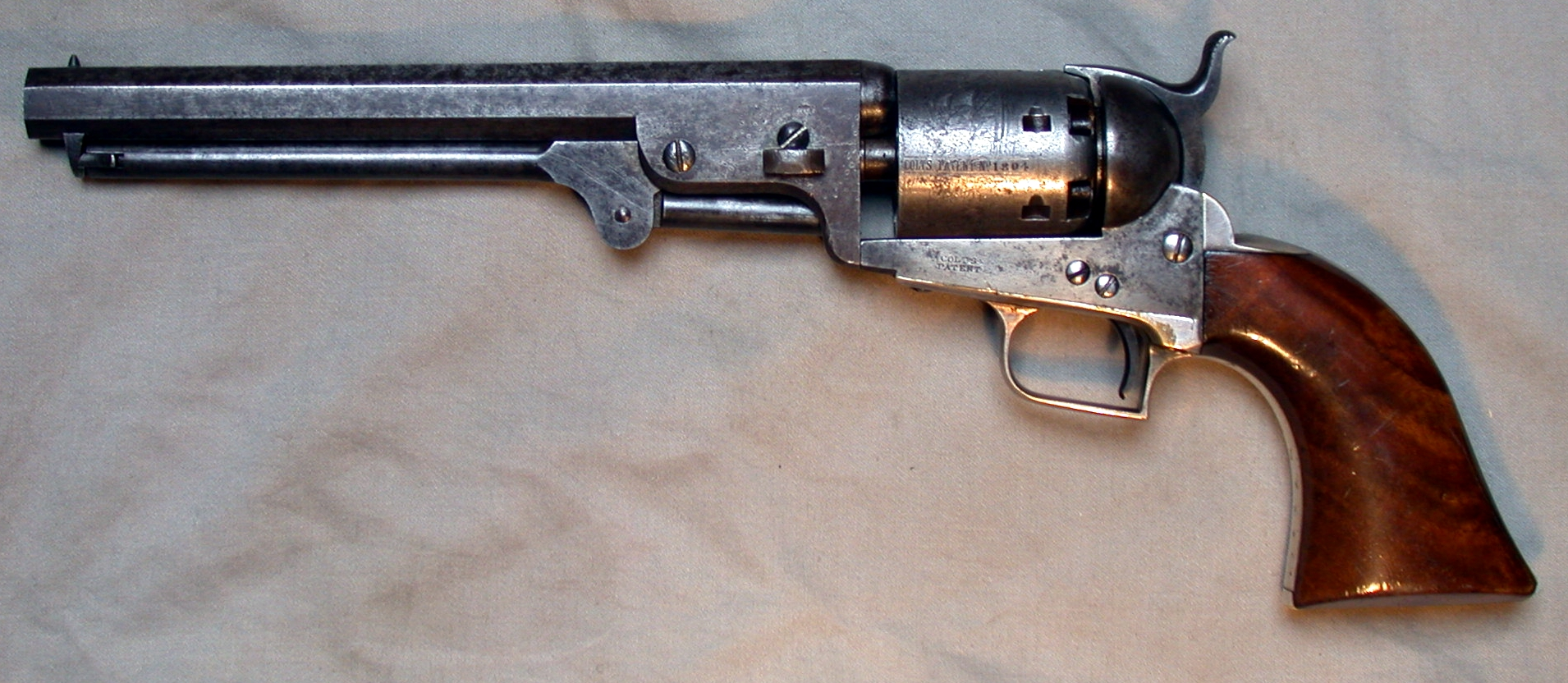
Revòlver Colt Navy 51..

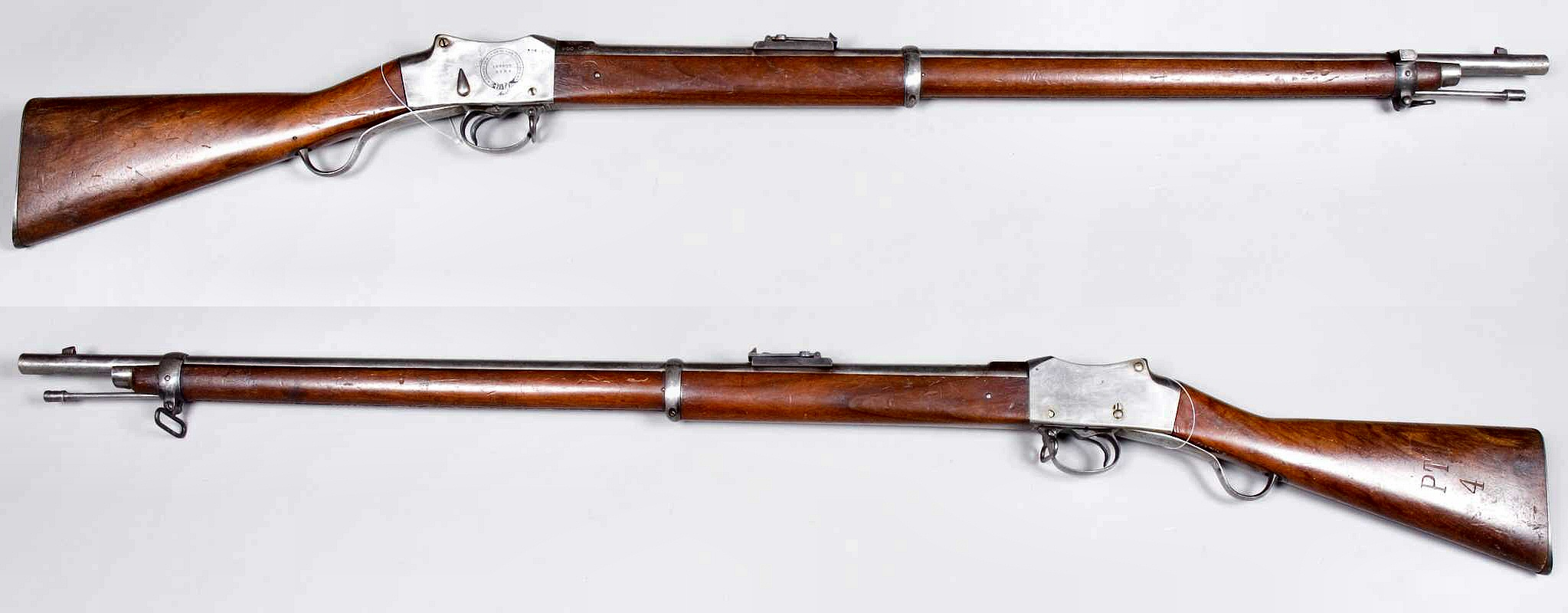
Fusell Martini-Henry.

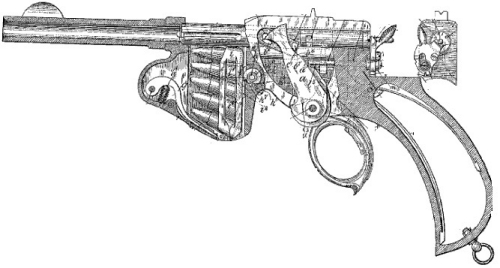
Pistola semiautomàtica de Joseph Laumann. 1892.

- 1804. William Congreve inventà uns coets militars basats en els de Tipu Sultan.
- 1835. Patent de Samuel Colt, d'un revòlver i al Regne Unit.[93]
- 1835. Johann Nicolaus von Dreyse, un armer de Sömmerda, va idear el fusell Dreyse. Un fusell amb pany de forrellat i sistema de dispar per agulla percutora.[94]
- 1836. Casimir Lefaucheux.[95][96]
- 1840. Canó d'ànima estriada, adoptada a les armes de campanya pel suec baró Wahrendorff i el major Cavalli de l'armada sarda.[97][98]
- 1845. Christian Friedrich Schönbein inventa la nitrocel·lulosa.[99]
- 1854. Volcanic, carrabina de repetició.[100]
- 1857. L'exèrcit espanyol adopta el Fusell Minié.[101]
- 1860. Carrabina de repetició Spencer.[102]
- 1860. Carrabina de repetició Henry.[103][104]
- 1866. Fusell Chassepot.
- 1866. Primer model Winchester d'una carrabina de repetició de palanca.[105]
- 1871. Mauser Model 1871
- 1871. Fusell Martini-Henry, a Anglaterra.[106]
- 1879. L'armer James Paris Lee patenta el carregador en columna, usat en la majoria de fusells. Els cartutxos van allotjats en un dipòsit prismàtic, en disposició paral·lela i un damunt de l'altre. Una peça i una molla els empenyen amunt, permetent la seva introducció en la recambra obligats pel forroll.[107]
- 1881. Marlin “lever action” carrabina de repetició.[103]
- 1889. Fou inventada la cordita (“cordite” en anglès). Pólvora sense fum.[108][109]
- 1889. Primer fusell modern Mauser. Model 1889 Belgian.[110]
- 1891. Carcano (fusell)
- 1891. Fusell militar Mosin-Nagant
- 1892. L'armer austríac Joseph Laumann inventa la primera pistola semiautomàtica. La va anomenar “Shonberger”.[111]
- 1895. Fusell Lee-Enfield.[112]
- 1896. Patent americana d'un fusell automàtic i semiautomàtic, el primer accionat pels gasos de la combustió. Del general mexicà Manuel Mondragón.[113][114]
- 1898. Mauser 98
- 1901. Webley-Fosbery. Revolver semiautomàtic.[115][116]
- 1911. Pistola semiautomàtica Colt.[117]
- 1911. Inicis de cromat de l'ànima dels canons de fusell. Una ànima cromada té una durada més llarga i ofereix un menor fregament amb la bala.[118][119]

## Les armes de foc en la literatura i el cinema
- 1914? ”Carabina 30-30”, corrido revolucionari mexicà.[120][121]
- 1930. La novela de Dashiell Hammett “ The Maltese Falcon “ (El falcó maltès; 14 febrer 1930), parla de la pistola Webley-Fosbery.
- 1932. La pel·lícula Scarface mostrava gànsters usant indiscriminadament “metralletes” Thompson amb el típic carregador de tambor de cent cartuxos.
- 1941. El falcó maltès (pel·lícula)
- 1941. El sergent York
- 1950. Winchester '73
- 1950. Colt.45 (film)
- 1955. Film “Kentucky Rifle”.
- 1961. Els canons de Navarone.
- 1971. Harry el Brut (títol original en anglès: Dirty Harry) és una pel·lícula americana de Don Siegel, estrenada el 1971. L'arma del protagonista és un revòlver Smith & Wesson Model 29 de calibre .44 Magnum.
- 1974. Zardoz.